# Lijst van kielstaartleguaanachtigen
Onderstaand een lijst van alle soorten kielstaartleguaanachtigen (Tropiduridae). Er zijn 137 soorten in acht geslachten. 
- Eurolophosaurus amathites
- Eurolophosaurus divaricatus
- Eurolophosaurus nanuzae
- Microlophus albemarlensis
- Microlophus atacamensis
- Microlophus barringtonensis
- Microlophus bivittatus
- Microlophus delanonis
- Microlophus duncanensis
- Microlophus grayii
- Microlophus habelii
- Microlophus heterolepis
- Microlophus indefatigabilis
- Microlophus jacobii
- Microlophus koepckeorum
- Microlophus occipitalis
- Microlophus pacificus
- Microlophus peruvianus
- Microlophus quadrivittatus
- Microlophus stolzmanni
- Microlophus tarapacensis
- Microlophus theresiae
- Microlophus theresioides
- Microlophus thoracicus
- Microlophus tigris
- Microlophus yanezi
- Plica caribeana
- Plica kathleenae
- Plica lumaria
- Plica medemi
- Plica pansticta
- Plica plica
- Plica rayi
- Plica umbra
- Stenocercus aculeatus
- Stenocercus albolineatus
- Stenocercus amydrorhytus
- Stenocercus angel
- Stenocercus angulifer
- Stenocercus apurimacus
- Stenocercus arndti
- Stenocercus azureus
- Stenocercus boettgeri
- Stenocercus bolivarensis
- Stenocercus cadlei
- Stenocercus caducus
- Stenocercus carrioni
- Stenocercus chinchaoensis
- Stenocercus chlorostictus
- Stenocercus chota
- Stenocercus chrysopygus
- Stenocercus crassicaudatus
- Stenocercus cupreus
- Stenocercus doellojuradoi
- Stenocercus dumerilii
- Stenocercus empetrus
- Stenocercus erythrogaster
- Stenocercus eunetopsis
- Stenocercus festae
- Stenocercus fimbriatus
- Stenocercus formosus
- Stenocercus frittsi
- Stenocercus guentheri
- Stenocercus haenschi
- Stenocercus huancabambae
- Stenocercus humeralis
- Stenocercus imitator
- Stenocercus iridescens
- Stenocercus ivitus
- Stenocercus johaberfellneri
- Stenocercus lache
- Stenocercus latebrosus
- Stenocercus limitaris
- Stenocercus marmoratus
- Stenocercus melanopygus
- Stenocercus modestus
- Stenocercus nigromaculatus
- Stenocercus nubicola
- Stenocercus ochoai
- Stenocercus omari
- Stenocercus orientalis
- Stenocercus ornatissimus
- Stenocercus ornatus
- Stenocercus pectinatus
- Stenocercus percultus
- Stenocercus praeornatus
- Stenocercus prionotus
- Stenocercus puyango
- Stenocercus quinarius
- Stenocercus rhodomelas
- Stenocercus roseiventris
- Stenocercus santander
- Stenocercus scapularis
- Stenocercus simonsii
- Stenocercus sinesaccus
- Stenocercus squarrosus
- Stenocercus stigmosus
- Stenocercus torquatus
- Stenocercus trachycephalus
- Stenocercus tricristatus
- Stenocercus variabilis
- Stenocercus varius
- Strobilurus torquatus
- Tropidurus arenarius
- Tropidurus azurduyae
- Tropidurus bogerti
- Tropidurus callathelys
- Tropidurus catalanensis
- Tropidurus chromatops
- Tropidurus cocorobensis
- Tropidurus erythrocephalus
- Tropidurus etheridgei
- Tropidurus guarani
- Tropidurus helenae
- Tropidurus hispidus
- Tropidurus hygomi
- Tropidurus imbituba
- Tropidurus insulanus
- Tropidurus itambere
- Tropidurus jaguaribanus
- Tropidurus lagunablanca
- Tropidurus melanopleurus
- Tropidurus montanus
- Tropidurus mucujensis
- Tropidurus oreadicus
- Tropidurus pinima
- Tropidurus psammonastes
- Tropidurus semitaeniatus
- Tropidurus sertanejo
- Tropidurus spinulosus
- Tropidurus tarara
- Tropidurus teyumirim
- Tropidurus torquatus
- Tropidurus xanthochilus
- Uracentron azureum
- Uracentron flaviceps
- Uranoscodon superciliosus